# Дім (фільм, 1991)
«Дім» — радянський художній фільм 1991 року, знятий режисером Діто Цінцадзе на студії «SHVIDKATSA».

## Сюжет
Історія молодої дівчини, яка живе в атмосфері смути та апатії перебудовних часів.

## У ролях
- Маріка Гіоргобіані — головна роль
- Теміко Чічінадзе — головна роль
- Дато Гугушвілі — роль другого плану
- Байя Двалішвілі — роль другого плану
- Ірина Чічінадзе — роль другого плану

## Знімальна група
- Режисер — Діто Цінцадзе
- Сценаристи — Бідзіна Каландадзе, Діто Цінцадзе, Тамара Бартая
- Оператори — Алеко Гветадзе, Михайло Магалашвілі
- Композитор — Дато Євгенідзе
- Художник — Гія Рігвава